# 外滩源
外滩源是上海一块历史悠久的区域，位于上海外滩北端，苏州河与黄浦江的交汇处，是近代上海政治、文化、西学、金融、商业的重要发源地之一，并保留了众多历史悠久的建筑，现在正在实施综合改造计划以让它重放光彩。其具体位置为苏州河以南、黄浦江以西、四川中路以东、滇池路以北，占地面积为22.9万平方米。
外滩源拥有外滩地区最早的一批建筑，因而得名外灘源。1848年，英国驻上海总领事馆最先在这里开始建造。之后，这里又集中了许多的非营利组织，如亚洲文会北中国支会等。所以，外滩源的“源”并不是说外滩源是外滩的源头，而是指所处于外滩源的历史建筑的年代要早于外滩的意思。外滩源区域内的一期开发项目已有不少已开业或即将开业，如洛克·外滩源、上海半岛酒店、外滩源33项目、益丰·外滩源等。

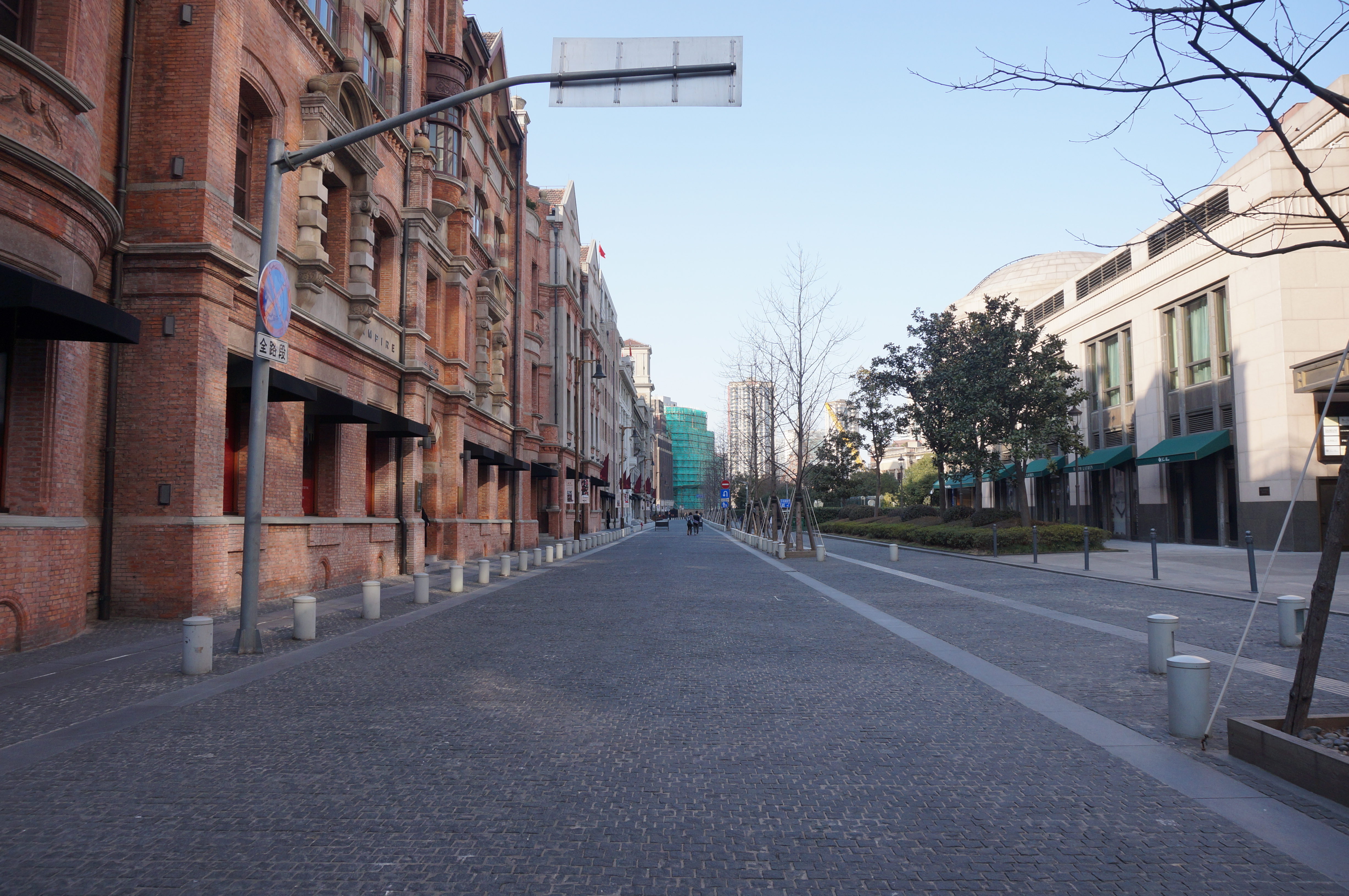
洛克·外滩源内的圆明园路步行街（北望）

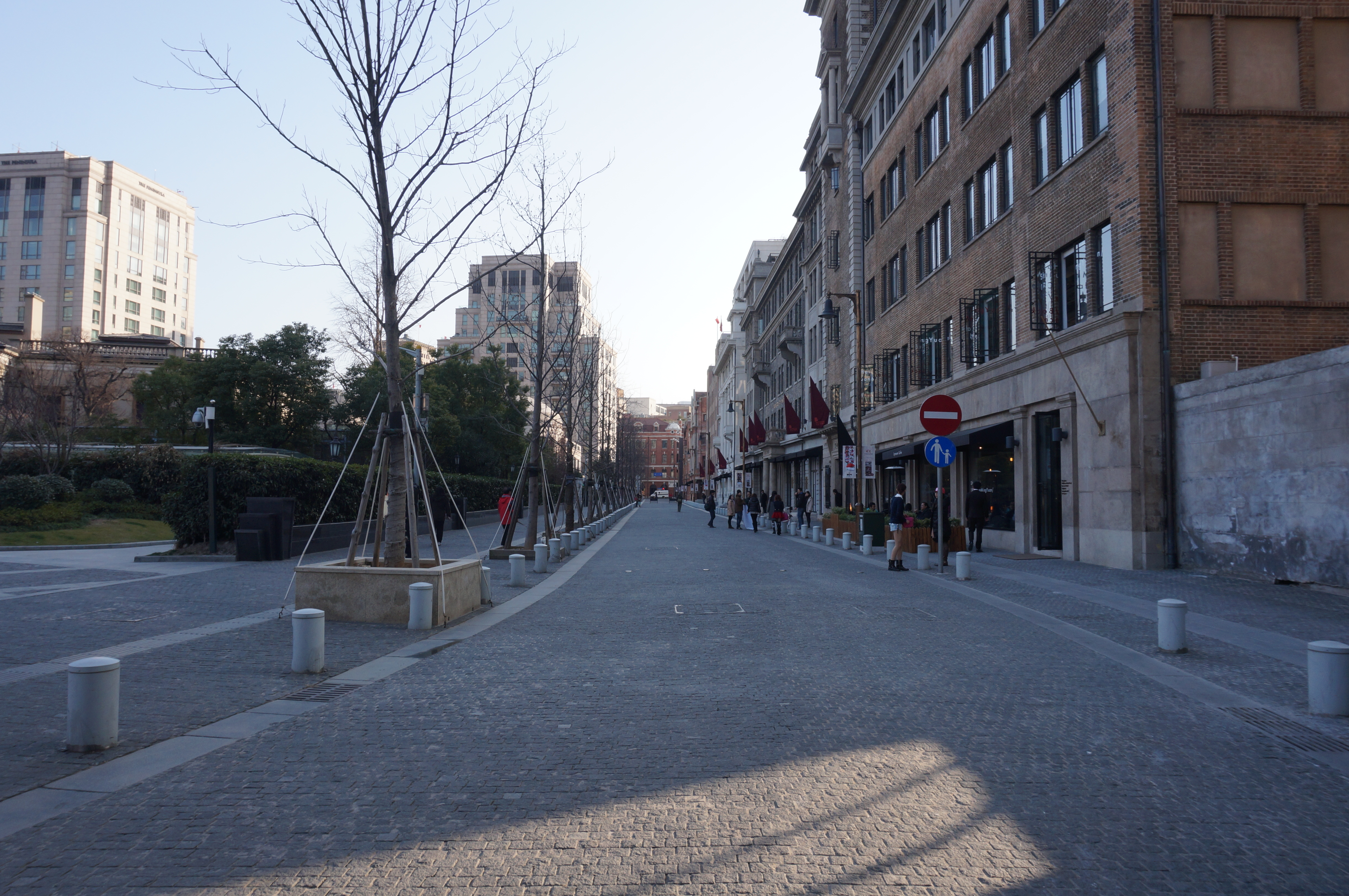
洛克·外滩源内的圆明园路步行街（南望）

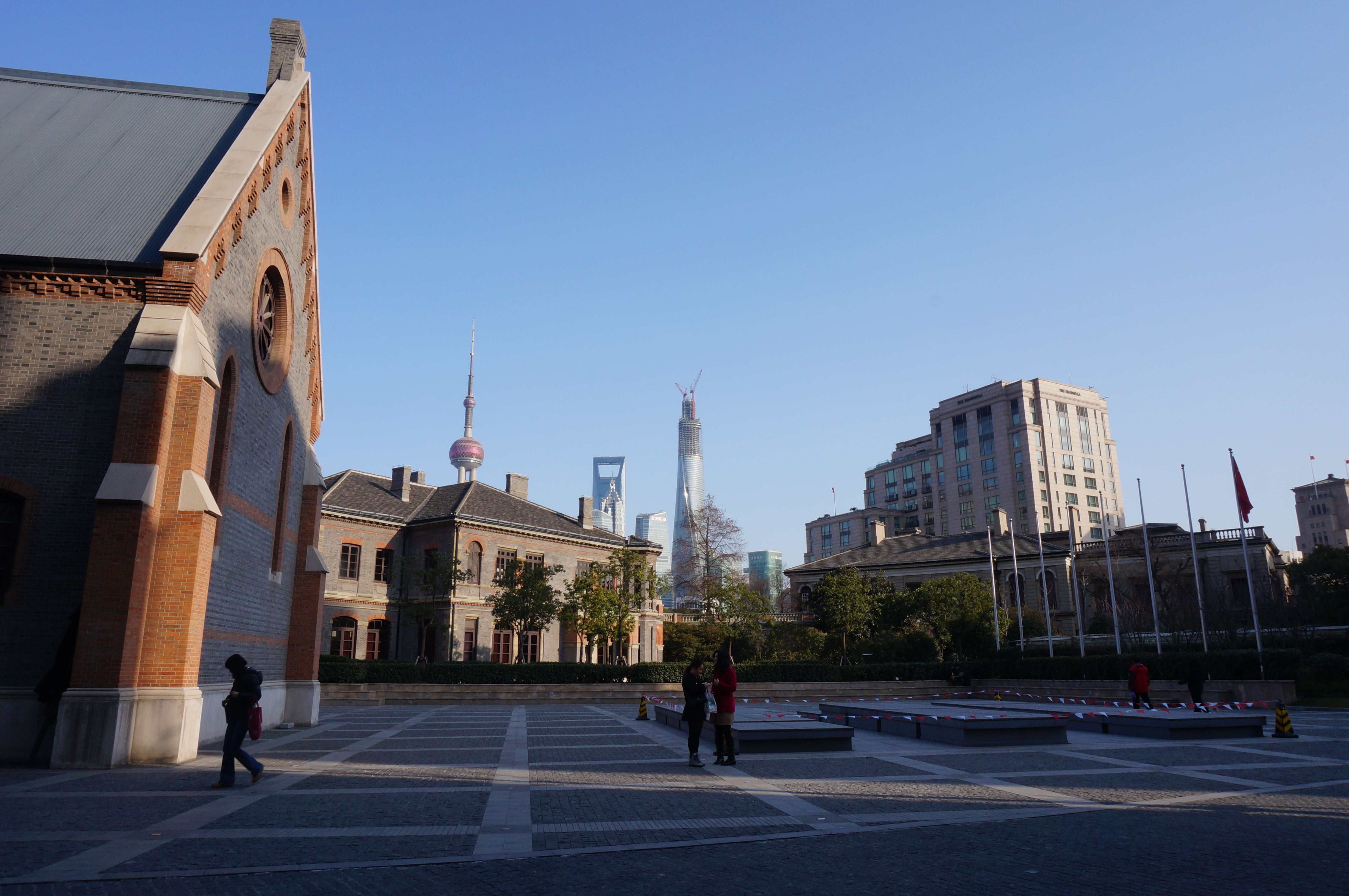
外滩源33项目，远处背景先后为上海半岛酒店和陆家嘴

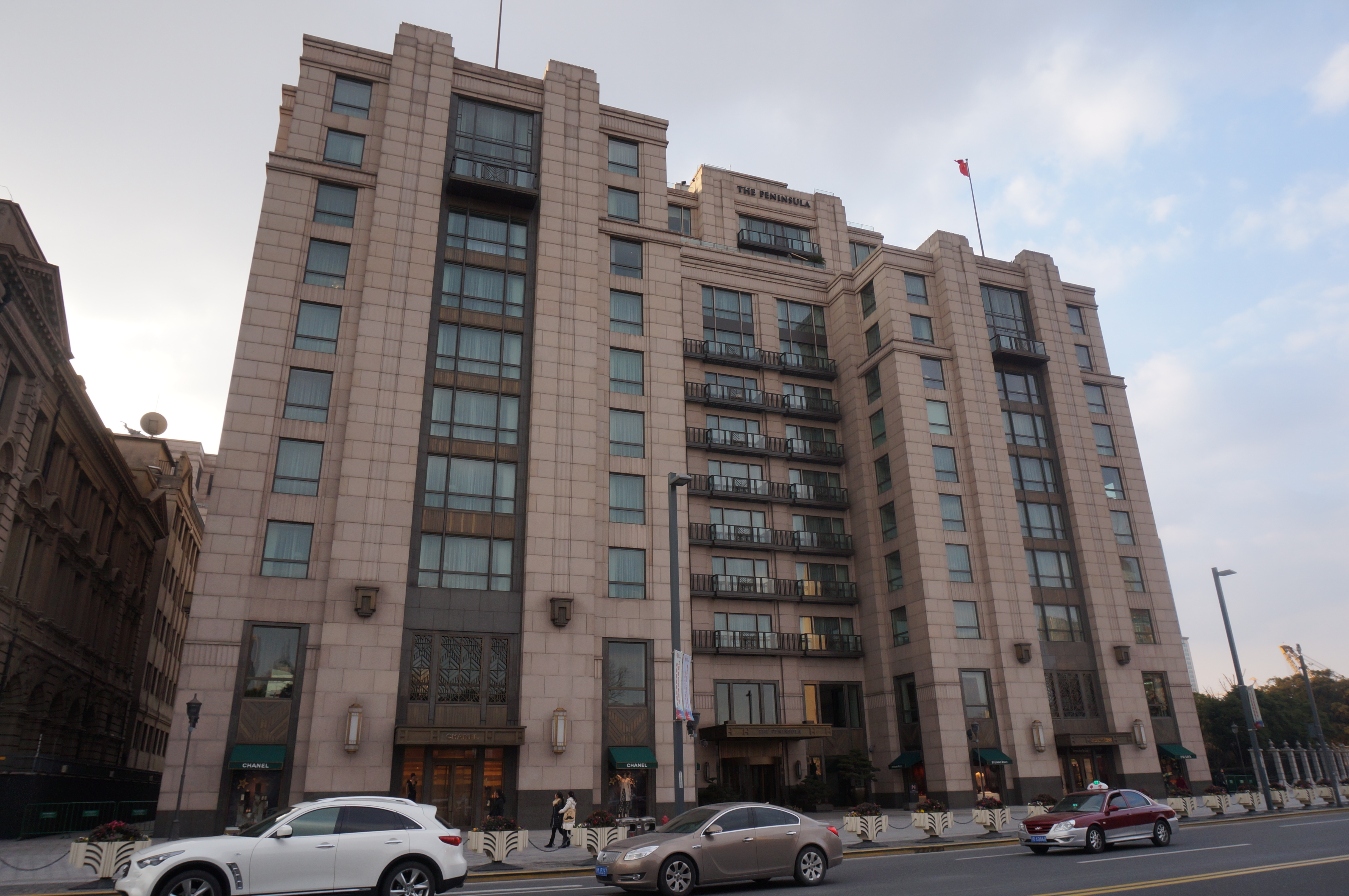
上海半岛酒店沿外滩一面

## 开发进度
外滩源历史悠久，然而过去，这片区域虽然离外滩十分接近，却一直没有得到非常完善的开发。直到2002年12月，外滩源项目正式立项，共分三期，并委托新黄浦集团进行拆迁和开发。一期位于中山东一路以西、苏州河以南、虎丘路以东、滇池路以北。外滩源项目以“重现风貌、重塑功能”为原则，在对该区域进行保护的同时开展开发。2004年5月，美国洛克菲勒国际集团与新黄浦集团签约成为项目的总体开发商。2005年，在百仕達控股加入后，三方合资成立了上海洛克菲勒集团外滩源综合开发有限公司。2010年，外滩源一期的组成部分相继开业，当年3月18日半岛酒店开业。

## 一期
一期位于中山东一路以西、苏州河以南、虎丘路以东、滇池路以北，占地总面积9.7公倾，共包括外滩源33项目、益丰·外滩源、洛克·外滩源、半岛酒店和市政及环境景观配套五个项目。目前，半岛酒店与益丰·外滩源已经开张营业，洛克·外滩源老建筑部分已开始营业。市政管线及道路改造也已完工。

### 外滩源33项目
外滩源33项目由作为项目核心的原英国驻沪总领事馆的两栋历史建筑和原教会公寓（今3号楼）、原新天安堂（今4号楼）、原划船俱乐部（今5号楼）以及公共绿地、亲水平台和地下空间等共同组成，集会展、会务、文化、沙龙等为一身。项目总占地面积约2.7万平方米。原英国驻沪总领事馆的主楼（今1号楼），也就是外滩现存最早的建筑，现在被改造成了外滩源壹号，提供餐饮、会务、艺术展览等服务。还开设有外滩源壹号金融家俱乐部以及壹号酒窖。原领事馆二号楼现租给百达翡丽作为其远东旗舰店——“百达翡丽源邸”。
原教会公寓由香港永力管理有限公司使用，为女性养生会所。新天安堂曾是罗素于1920年在上海的演讲之地，现在被改建成了一个展览会馆，曾举办众多商业及文化活动，如2012年上海双年展。同时，这里也成为了众多新人拍摄婚纱照的绝佳场所之一。5号楼的原划船俱乐部曾是上海英国侨民的体育俱乐部，现在是日本LD&K公司旗下SHANGHAI ROSE酒吧的所在地。

### 洛克·外滩源
“洛克·外滩源”处于圆明园路、虎丘路、北京东路、南苏州路所包围的区域，占地面积1.9万平方米，建筑面积9.4万平方米。项目将改建11幢历史建筑和兴建6幢现代建筑，其中6号楼将在保留原有美丰洋行东、南两个立面的基础上翻建而成。建成后将作为高档写字楼、奢侈品商场、高档餐厅、酒店式公寓等使用，成为上海最高端奢华的区域之一。区域内的原亚洲文会大楼已改建成上海外滩美术馆已于2012年5月开业，成为了洛克·外滩源最早亮相的一处。6栋现代建筑预计在2014年年中竣工。2023年9月，洛克·外滩源11幢历史建筑修缮完成。

### 益丰·外滩源
“益丰·外滩源”位于中華人民共和國现存最长的巴洛克式建筑——原益丰洋行大楼内，在北京东路上，建筑面积29025.5平方米，共5层。拥有奢侈品商场、米其林餐厅、私人会所等多个设施。

## 二期
二期包含虎丘路西、四川中路东、南苏州路南、北京东路北和北京东路南、圆明园路西、滇池路北、四川中路东的两个地块，占地5.2公顷。目前已开展规划、动迁等前期工作；但由于种种原因，至今仍未有实质性进展。

## 历史建筑
外滩源区域内拥有大量历史建筑。目前，已列入上海市优秀历史建筑共有14座。

### 外滩源一期范围内的保留历史建筑名单
| 名称               | 建成时间       | 所在道路   | 所属项目/用途                | 图片 |  |
| 原英国驻沪总领事馆 | 1849年         | 中山东一路 | 外滩源33项目                 |      |  |
| 教会公寓           | 1899年         | 南苏州路   | 外滩源33项目                 |      |  |
| 新天安堂           | 1886年         | 南苏州路   | 外滩源33项目                 |      |  |
| 划船俱乐部         | 1903年         | 南苏州路   | 外滩源33项目                 |      |  |
| 中实大楼           | 1929年         | 虎丘路     | 洛克·外滩源/商场             |      |  |
| 光陆大楼           | 1928年         | 圆明园路   | 洛克·外滩源/高级办公楼       |      |  |
| 广学大楼           | 1930年         | 虎丘路     | 洛克·外滩源/品牌旗舰店       |      |  |
| 兰心大楼           | 1927年         | 圆明园路   | 洛克·外滩源/私人会所         |      |  |
| 协进大楼           | 1923年         | 圆明园路   | 洛克·外滩源/高级办公楼       |      |  |
| 哈密大楼           | 1927年         | 圆明园路   | 洛克·外滩源/高级办公楼、餐厅 |      |  |
| 女青年会大楼       | 1927年－1933年 | 圆明园路   | 洛克·外滩源/品牌旗舰店       |      |  |
| 圆明园公寓         | 1904年         | 圆明园路   | 洛克·外滩源/品牌旗舰店、餐厅 |      |  |
| 安培洋行大楼       | 1907年         | 圆明园路   | 洛克·外滩源/品牌旗舰店、餐厅 |      |  |
| 亚洲文会大楼       | 1933年         | 虎丘路     | 洛克·外滩源/上海外滩美术馆   |      |  |
| 真光大楼           | 1930年         | 圆明园路   | 洛克·外滩源/品牌旗舰店       |      |  |
| 益丰洋行大楼       | 1911年         | 北京东路   | 益丰·外滩源/商场             |      |  |

### 外滩源二期范围内的优秀历史建筑名单
| 名称             | 建成时间       | 所在道路 | 现状       | 图片 |  |
| 仁记洋行         | 1908年         | 滇池路   | 住宅、办公 |      |  |
| 业广地产公司大楼 | 1908年         | 滇池路   | 住宅、商业 |      |  |
| 银行公会大楼     | 1925年         | 香港路   | -          |      |  |
| 青年协会大楼     | 1919年－1924年 | 虎丘路   | 住宅、办公 |      |  |
| 颐中大楼         | 1930年         | 南苏州路 | 办公       |      |  |